# Barna Béla (játékvezető)
Barna Béla (Budapest, 1897. szeptember 10. – Budapest, 1958. március 18.) magyar nemzeti labdarúgó-játékvezető.

## Pályafutása
Játékvezetésből Budapesten a Magyar Futballbírák Testülete (BT) előtt vizsgázott. A Budapesti Labdarúgó Alszövetség (BLASz) által üzemeltetett bajnokságokban tevékenykedett. Az MLSZ a BT minősítésével NB II-es, majd III. fokú 1920-tól NB I-es bíró. Küldési gyakorlat szerint rendszeres partbírói szolgálatot is végzett. A nemzeti játékvezetéstől 1950-ben visszavonult. NB I-es mérkőzéseinek száma: 127.
| Időpont            | Helyszín                | Mérkőzés típusa          | Mérkőzés           | Eredmény | Nézők száma |
| ------------------ | ----------------------- | ------------------------ | ------------------ | -------- | ----------- |
| 1928. november 18. | SZAK pálya, Szeged      | első NB I-es mérkőzése   | Bástya FC–Budai 33 | 6 – 1    | 3000        |
| 1950. november 1.  | Városi pálya, Tatabánya | utolsó NB I-es mérkőzése | Tatabánya–ÉDOSZ SE | 1 – 1    | 3000        |

A Magyar Futballbírák Testülete megszűnését követően, az 1950-es években a Játékvezető Bizottság (JB) egyik elnöke. Magyar Köztársasági Érdemrend bronz fokozata (1947)
A Játékvezetői Tanács 15 éves szakmai tevékenységének elismeréseként ezüstjelvénnyel, ezüst oklevéllel, illetve kiemelkedő éves szolgálatának díjazásaként kis-plakettel kitüntette.

## Írásai
- Földessy János: A labdarúgó játék szabályai. A Magyar Labdarúgó Játékvezetők Testületének hivatalos szabálykönyve. Minden paragrafus után: Tájékoztató a labdarúgó közönség számára; bev. Ábrai Zsigmond / Barna Béla: Az előnyszabály; Balázs Ny., Bp., 1946

## Külső hivatkozások
- Barna Béla. huszadikszazad.hu. (Hozzáférés: 2016. április 8.)
- Barna Béla. tempofradi.hu. (Hozzáférés: 2016. április 8.)
- Barna Béla (játékvezető) játékvezetői adatlapja a Nemzeti Labdarúgó Archívum oldalán